# Durin
Durin je jméno sedmi trpasličích králů ve světě J.R.R. Tolkiena. Trpaslíci z čeledi Dlouhovousáčů těchto šest králů ctili jako reinkarnace svého prapředka Durina Nesmrtelného. Dlouhovousáči, kteří obývali nejslavnější trpasličí město Khazad-dûm, se podle Durina nazývali Durinův lid.

## Durin Nesmrtelný
Durin I., který byl pro svůj dlouhý věk znám jako Nesmrtelný, byl vůbec prvním trpaslíkem, který procitnul v prvním hvězdném věku. Praotec Durinova lidu, první a nejmocnější ze všech sedmi Otců trpaslíků, se probudil v severním cípu Mlžných hor pod horou Gundabad. Putoval na jih podél hor a u vod jezera Kheled-zâram začal budovat své sídlo Khazad-dûm - Trpasluj, které později proslulo mezi všemi trpasličími městy. Durin se dožil velice vysokého věku a svým lidem byl s přibývajícími lety pokládán za nesmrtelného. Po své smrti byl trpaslíky dál ctěn a věřilo se v jeho reinkarnaci. Po prvním králi byla pojmenována věž, která se tyčila na hoře Celebdilu.

## Durin II.
Kvůli svému vzhledu byl považován za převtělení Durina I. Nesmrtelného. Vládl v Khazad-dûm. Tolkien se více o jeho životě nezmiňuje.

## Durin III.
Třetí nositel jména Durin, který usedl na trůn v Khazad-dûm, vládl někdy kolem roku 1600 Druhého věku. Durinův lid tehdy navázal vřelé styky s noldorským královstvím Eregion a trpasličí město díky tomu velice prosperovalo. Král Durin obdržel jeden z prstenů moci, které elfové ukuli za pomoci Sauronových rad. Temnému pánu se Durina a ostatní trpasličí krále nepodařilo za pomoci prstenů ovládnout stejně lehce jako lidi. Trpaslíci uzavřeli brány svého města před Sauronovým útokem, ale ve válce elfů a Dúnadanů se Sauronem podpořili spojence.

## Durin IV.
Durin IV. pravděpodobně vládl na konci Druhého věku, kdy vzniklo Poslední spojenectví elfů a lidí. Dlouhovousáči bojovali na straně Gil-galada, Elendila a jeho synů proti zlu z Mordoru. 

## Durin V.
Tolkien se o něm nezmiňuje.

## Durin VI.
Král Durin VI. žil v letech 1731-1980 Třetího věku. Trpaslíci z Khazad-dûm za jeho vlády nevycházeli ze svého města a kutali v hlubinách v honbě za mitrilem.Trpaslíci dolovali příliš hluboko a příliš chamtivě. a tak v roce 1980 probudili pod kořeny hor strašlivého balroga, který se zde ukryl po porážce prvního Temného pána Morgotha. Balrog zabil krále Durina a jeho syna Náina a Durinův lid se posléze rozprchl z Trpasluje. Město ovládnuté balrogem, který byl později znám jako Durinova zhouba, bylo zamořeno skřety a stalo se z něj nebezpečné místo známé jako Moria.

## Durin VII.
Durin VII. známý také jako Durin Poslední byl potomkem krále Thorina III. vládnoucího v Ereboru a Železných horách na přelomu Třetího a Čtvrtého věku. Po porážce Saurona odvedl Durin svůj lid do opuštěné Morie, kde obnovil království Khazad-dûm. 